# Ащарак
Ащарак (на арменски: Աշտարակ) е град, административен център на провинция Арагацотн, Армения. Населението му през 2011 година е 18 834 души.

## География
Градът е разположен в десния бряг на река Касах, на 20 километра северозападно от столицата Ереван.

## Население
- 2001 – 18 915 души
- 2009 – 21 588 души
- 2011 – 18 834 души

## Побратимени градове
- Алфорвил, Франция